# Roman Juszkiewicz
Roman Juszkiewicz (ur. 9 sierpnia 1952 w Warszawie, zm. 28 stycznia 2012 w Piasecznie) – polski astrofizyk, kosmolog, prof. dr hab.

## Życiorys
Studiował na Uniwersytecie Moskiewskim im. W. Łomonosowa, gdzie uzyskał dyplom w 1976 roku. Uczeń Jakowa Zeldowicza. Doktorat obronił na Uniwersytecie Warszawskim w 1981 roku, pod kierunkiem Marka Demiańskiego. W latach 1984–1986 pracował na University of Cambridge i University of Sussex, w latach 1986-1987 na Uniwersytecie Kalifornijskim w Berkeley, a w okresie 1987-1989 na Princeton University. W latach 1989–1991 był członkiem Institute for Advanced Study w Princeton. Pracował też w Institut d’Astrophysique de Paris w Paryżu i Université de Genève. Habilitował się na Uniwersytecie Warszawskim w 1997 r. Postanowieniem z dnia 20 sierpnia 2003 r. Prezydent Rzeczypospolitej Polskiej nadał Romanowi Juszkiewiczowi tytuł naukowy profesora nauk fizycznych.
Autor lub współautor blisko stu prac naukowych z dziedziny kosmologii. Zajmował się teorią niestabilności grawitacyjnej, powstawania galaktyk i mikrofalowego promieniowania tła. Pracował w Centrum Astronomicznym im. Mikołaja Kopernika PAN oraz – od 2000 r. – na Uniwersytecie Zielonogórskim.
Zmarł po ciężkiej chorobie, w szpitalu imienia Św. Anny w Piasecznie.
Został pochowany na Cmentarzu Wojskowym na Powązkach w Warszawie (kwatera C 2 Tuje m. 13).

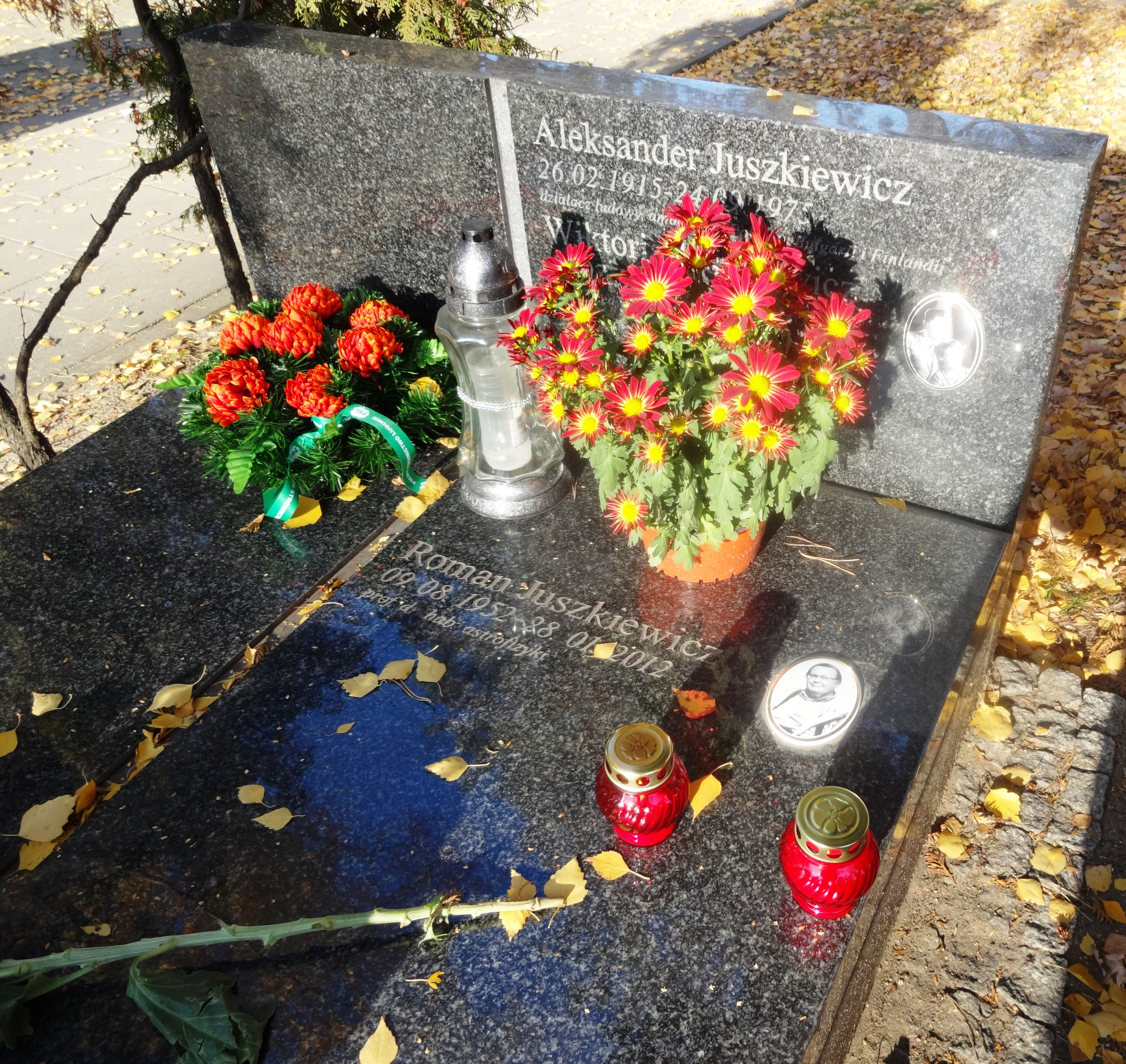
Grób Romana Juszkiewicza